# Stefanos Kapino
Stefanos Kapino (Pireu, 18 de março de 1994), é um futebolista grego que atua como goleiro. Atualmente, joga pelo Panetolikos.
Defendeu sua seleção na Copa do Mundo FIFA de 2014.

## Títulos

### Panathinaikos
- Copa da Grécia: 2014

### Olympiacos
- Superliga Grega: 2015–16, 2016–17